# Mattias Ekström
Mattias Ekström (Falun, Suecia, 14 de julio de 1978) es un piloto de automovilismo sueco. Fue campeón del Deutsche Tourenwagen Masters en 2004 y 2007, segundo en 2005, 2011, 2014 y 2017, tercero en 2015, cuarto en 2003, y quinto en 2009 y 2010. Ha acumulado un total de 25 victorias en dicho certamen, siempre como piloto del equipo Abt y la marca Audi.
Ekström también obtuvo el Campeonato Sueco de Turismos de 1999, ganó las 24 Horas de Spa de 2011 y dos carreras del Campeonato Mundial de Rally de Automóviles de Producción. Además, obtuvo la prueba individual de la Carrera de Campeones de 2006, 2007 y 2009, así como la Copa de las Naciones de 2005.
Desde 2013, el sueco ha competido en rallycross y rally raid, logrando más de 10 victorias en el Campeonato Mundial de Rallycross y el campeonato en 2016. Su padre, Bengt Ekström, fue piloto de rallycross a nivel europeo.

## Carrera deportiva

### Inicios y STCC (1993-2000)
Ekström se inició en el karting en 1993. En 1994 comenzó a disputar también la Copa Renault 5 Turbo Sueca, donde resultó subcampeón en 1995 y campeón en 1996.
El piloto dio el salto al Campeonato Sueco de Turismos, donde obtuvo el subcampeonato 1997 al volante de un Volvo 850, obteniendo cuatro victorias. En 1998 pasó a utilizar un Ford Mondeo, con el cual consiguió cuatro podios y el octavo puesto final. Con equipo nuevo, el piloto sumó cuatro victorias y diez podios en las 16 carreras de 1999 a los mandos de un Audi A4 de tracción integral, para obtener el campeonato ante Fredrik Ekblom. Volvió a cambiar de equipo en 2000, y con un Volvo S40 oficial consiguió tres victorias y diez podios quedó tercero la tabla general.

### DTM (2001-2018)
En 2001, Ekström cambió de categoría al comenzar a disputar el Deutsche Tourenwagen Masters con un Audi TT de Abt Junior. Ese año logró tres podios y terminó octavo en el campeonato. En 2002, el piloto de Abt obtuvo tres victorias y 11 podios en 20 carreras, que le significó resultar tercero en el campeonato.
El sueco consiguió cinco podios en las diez carreras del DTM 2003 pero no venció en ninguna prueba, por lo que quedó cuarto en el clasificador final. Con Audi ingresando oficialmente al certamen con el nuevo Audi A4 para la temporada 2004, el piloto de Abt consiguió cuatro victorias y ocho podios en 11 carreras, para coronarse campeón frente a Gary Paffett y Christijan Albers de Mercedes-Benz. En la siguiente temporada alcanzó el segundo puesto, por detrás de Gary Paffett, con un saldo de tres triunfos y siete podios.
Ekström tuvo una mala temporada en 2006, donde logró un triunfo y apenas cuatro otros arribos en zona de puntos, quedando relegado al octavo puesto de campeonato. En 2007, acumuló una victoria y siete podios en diez carreras, tras lo cual ganó su segundo título DTM, superando ajustadamente a Bruno Spengler, rival de Mercedes-Benz. El sueco consiguió tres victorias y cinco podios en 2008, lo que lo colocó tercero en la tabla de posiciones, aunque lejos del puntaje de Timo Scheider y Paul di Resta.

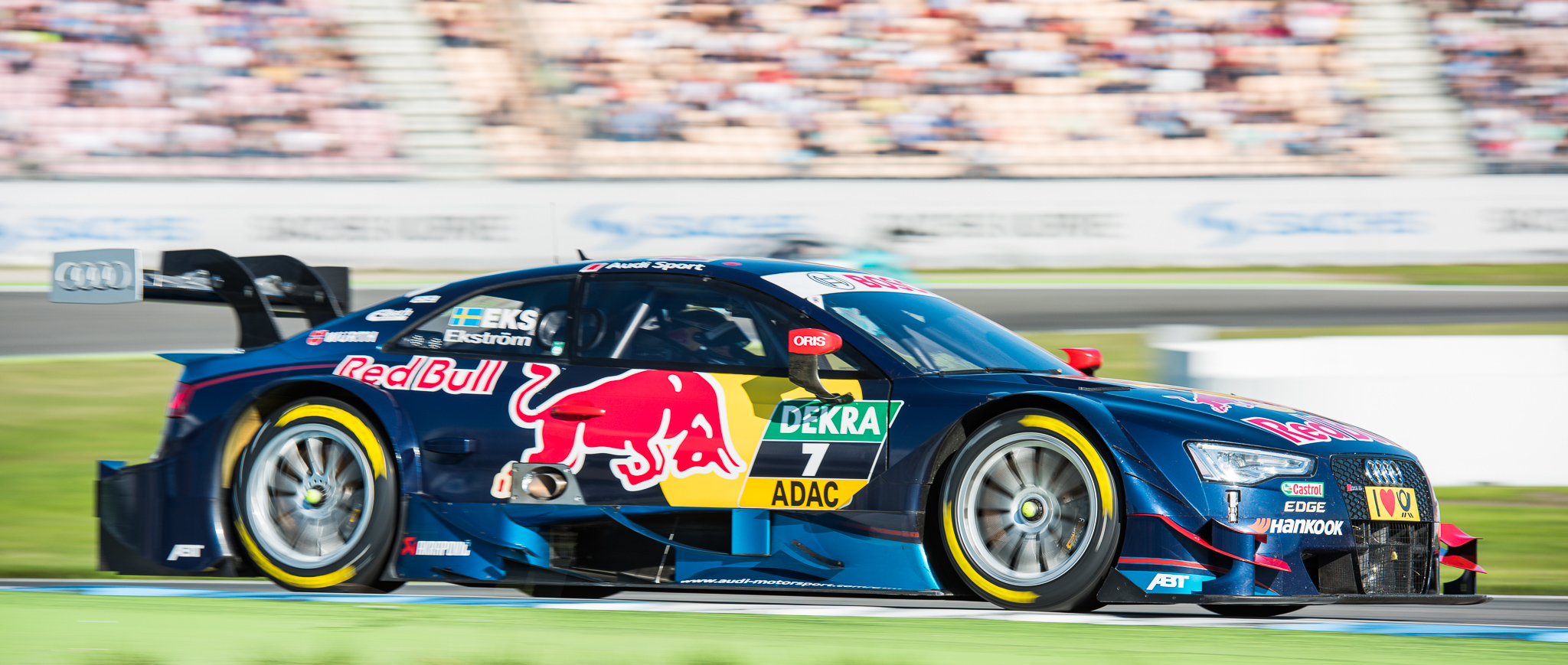
Mattias Ekström, DTM 2014 - Hockenheimring

Continuando como piloto de Abt en el DTM 2009, Ekström logró cinco podios pero ninguna victoria, por lo que terminó quinto en el campeonato. En 2010, ganó una vez y subió al podio en otras dos, lo que sumado a tres abandonos le significó culminar el año nuevamente en la quinta posición.
En la temporada 2011, Ekström termina subcampeón del DTM a 20 puntos del ganador Martin Tomczyk. Destaca su gran segunda parte del campeonato, en la que logró tres victorias y un segundo puesto en cinco carreras.
En 2012, ante la llegada de la marca BMW, Ekström se vio relegado al sexto escalón final, con apenas tres terceros puestos como mejores resultados. Como consuelo, ganó la copa de pilotos en el Showevent de Múnich.
El sueco continuó en el equipo Abt en 2013. Obtuvo un segundo puesto, dos cuartos y un quinto como mejores resultados, de modo que se ubicó séptimo en la tabla de puntos.
Ekström obtuvo en 2014 dos victorias y cinco podios en diez fechas, por lo que fue subcampeón aunque lejos del puntaje de Marco Wittmann.
En el DTM 2015, el sueco consiguió dos victorias, dos segundos puestos y ocho top 5 en 18 carreras, por lo que culminó tercero en el campeonato por detrás de Pascal Wehrlein y Jamie Green. En 2016, logró una victoria, dos segundos puestos, un cuarto y un quinto, para terminar séptimo en la tabla general. En 2017 fue subcampeón detrás de René Rast, obteniendo una victoria y seis podios en 18 carreras, tras lo cual se retiró del DTM.

### Rallycross
En 2013, Ekström resultó cuarto y quinto en las dos finales de los X Games Múnich del Campeonato Global Rallycross. También participó en la fecha de Suecia del Campeonato Europeo de Rallycross ese mismo año finalizando en segundo lugar. En ambas pruebas estuvo a bordo de un Volkswagen Polo del equipo Marklund Motorsport.

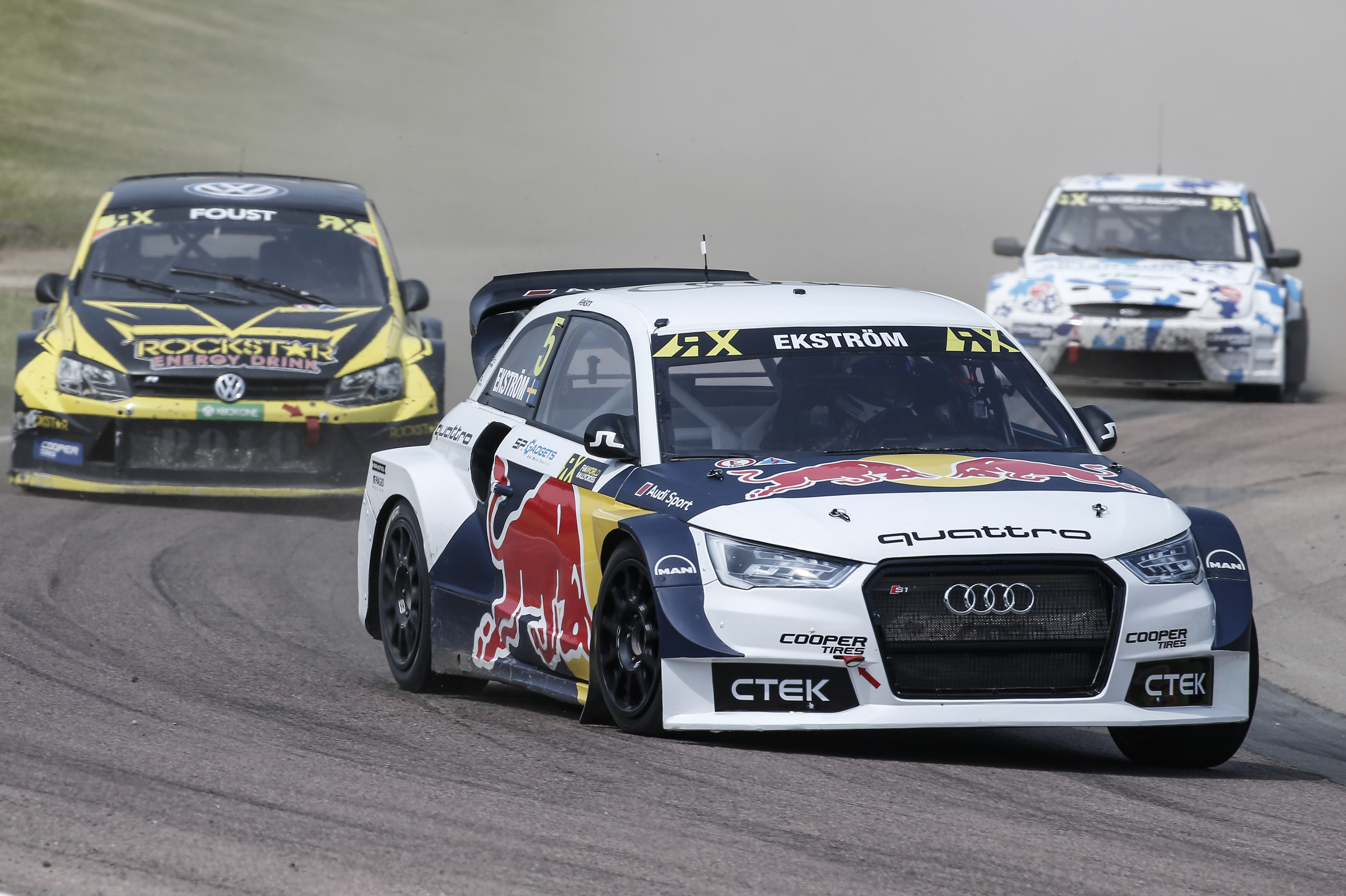
Ekström a bordo del S1, en 2016

El año 2014, Ekström fundó el equipo EKS RX con el que disputó el Campeonato Mundial de Rallycross 2014 con un Audi S1 teniendo como compañero de equipo a Pontus Tidemand. Logró la victoria en la fecha de Höljes y el segundo puesto en Estering. El sueco logró en 2015 la victoria en Höljes, el segundo puesto en Lydden Hill y el cuarto en Circuito de Estambul.
En 2016, Ekström se coronó campeón del Mundo de Rallycross en el circuito alemán de Estering, penúltima cita de la temporada. Mattias redondeó el año consiguiendo el campeonato por equipos junto a su compañero el finlandés Toomas Heikkinen en la prueba de Argentina.
A raíz de su doble éxito, desde 2017 a 2019 el equipo de Ekström (ahora EKS) recibió apoyo directo de Audi en su rama de competición, Audi Sport, además de añadir un tercer coche, pilotado por el letón Reinis Nitiss. En 2020, Ekström compitió con el equipo KYB Team JC y resultó subcampeón.

### Rally raid
En 2021, el sueco dirigió su carrera hacia el rally raid, debutando en el Rally Dakar (en la categoría T3) y en el Extreme E. De 2022 a 2024, fue parte del proyecto de Audi para el Dakar, compitiendo con el Audi RS Q e-tron E2 eléctrico. Allí, logró varias victorias de etapa.
Para 2025, Ekström abandonó Audi tras más de 20 años vinculado a la marca, debido al retiro de la marca de distintas disciplinas para centrarse en el equipo de Fórmula 1, y se unió a Ford y M-Sport en su desembarco en el rally raid. En el Rally Dakar de 2025, Ekström fue el mejor piloto de la marca al finalizar tercero, en su primer podio en esta competencia.

## Otras actividades
Ekström también corrió en stock cars, al disputar las fechas de la NASCAR Cup Series 2010 en el Sears Point y Richmond con un Toyota del equipo Red Bull. El piloto finalizó las dos carreras en el 21.eɽ y 31.eɽ lugar respectivamente.
Asimismo, el sueco ha disputado ocho carreras del Campeonato Mundial de Rally. Corrió el Rally de Suecia de 1999, 2000, 2003 y 2004 con un Mitsubishi Lancer de la clase N4, resultando 11º, quinto, tercero y primero respectivamente. También en 2004, disputó el Rally Cataluña, triunfando nuevamente en la clase N4 con un Mitsubishi Lancer. En 2005 disputó el Rally de Suecia con un Škoda Fabia WRC oficial, resultando décimo. En 2006 compitió en las fechas de Suecia y Alemania con un Škoda Fabia WRC del equipo Red Bull Škoda, abandonando por choque en la primera y finalizando 11º en la segunda.
Ekström mantuvo un noviazgo desde 1997 hasta 2007 con Tina Thörner, copiloto de rallies que ha corrido junto a Louise Aitken-Walker y Kenneth Eriksson.

### Resistencia
El sueco corrió las 24 Horas de Nürburgring de 2003 con un Audi TT DTM de Abt junto a Frank Biela, Karl Wendlinger y Christian Abt, finalizando 28º. En 2004 llegó octavo, nuevamente con un Audi TT DTM pero acompañado de Patrick Huisman, Fredrik Ekblom y Abt. En 2007 fue reserva para disputar las 24 Horas de Le Mans con un Audi R10 TDI oficial, aunque Tom Kristensen finalmente se recuperó a tiempo para correr.
El piloto retornó a las 24 Horas de Nürburgring de 2009 para tripular un Audi R8 de Abt junto a Timo Scheider, Lucas Luhr y Marco Werner, resultando 23.º. En 2011 corrió nuevamente con un Audi R8 acompañado de Scheider, Werner y Abt, finalizando quinto. Ese mismo año, ganó las 24 Horas de Spa de la Blancpain Endurance Series con un Audi R8 pero del equipo WRT, acompañado a Scheider y Greg Franchi.
En 2013, Ekström corrió las 24 Horas de Spa con un Audi R8 de WRT junto a Marcel Fässler y Edward Sandström, donde abandonó. Luego disputó los 1000 km de Bathurst del V8 Supercars junto a Andy Priaulx con un Holden Commodore de Triple Eight, obteniendo el décimo lugar.

### Carrera de Campeones
Por otra parte, Ekström participó en numerosas ediciones de la Carrera de Campeones como integrante de la selección sueca, escandinava o nórdica. En su debut en 2004, quedó eliminado en las semifinales de rally por Marcus Grönholm en la prueba individual, y perdió en la primera ronda de la Copa de las Naciones. En 2005, quedó eliminado en la fase preliminar de la prueba individual, y ganó la Copa de las Naciones junto a Tom Kristensen, derrotando a la dupla Sébastien Bourdais / Stéphane Peterhansel.
En 2006, ganó el Trofeo Memorial Henri Toivonen y el título de Campeón de Campeones en la Carrera de Campeones tras superar a Sébastien Loeb en la final de la prueba individual, aunque nuevamente quedó fuera de la Copa de las Naciones en cuartos de final. El piloto derrotó a Michael Schumacher para resultar Campeón de Campeones por segunda vez en 2007, pero Finlandia eliminó a Escandinavia por segundo año consecutivo en cuartos de final de la Copa de las Naciones.
El sueco alcanzó los cuartos de final de la Carrera de Campeones 2008 en la rama individual, y semifinales en la Copa de las Naciones junto a Kristensen. En 2009, logró dos victorias en la fase de grupos de la Copa de las Naciones, pero Kristensen perdió sus dos mangas y el desempate lo dejó en el último puesto del grupo. No obstante, ganó su grupo en la prueba individual, tras lo cual eliminó a Kristensen, Jenson Button y Schuacher para coronarse por tercera vez como Campeón de Campeones. Ekström no disputó la edición 2010; en su retorno en 2011 quedó eliminado en la fase de grupos individual.

## Resultados

### Campeonato Mundial de Rally

#### WRC
| Año  | Equipo           | Automóvil                 | 1   | 2       | 3   | 4   | 5   | 6   | 7   | 8   | 9      | 10     | 11  | 12  | 13  | 14  | 15  | 16  | Pos. | Puntos |
| ---- | ---------------- | ------------------------- | --- | ------- | --- | --- | --- | --- | --- | --- | ------ | ------ | --- | --- | --- | --- | --- | --- | ---- | ------ |
| 1999 | Mattias Ekström  | Mitsubishi Lancer Evo IV  | MON | SWE 30  | KEN | POR | ESP | FRA | ARG | GRE | NZL    | FIN    | CHN | ITA | AUS | GBR |     |     | NC   | 0      |
| 2000 | Mattias Ekström  | Mitsubishi Lancer Evo IV  | MON | SWE 21  | KEN | POR | ESP | ARG | GRE | NZL | FIN    | CYP    | FRA | ITA | AUS | GBR |     |     | NC   | 0      |
| 2003 | Mattias Ekström  | Mitsubishi Lancer Evo VII | MON | SWE 23  | TUR | NZL | ARG | GRE | CYP | GER | FIN    | AUS    | ITA | FRA | ESP | GBR |     |     | NC   | 0      |
| 2004 | Mattias Ekström  | Mitsubishi Lancer Evo VII | MON | SWE 12  | MEX | NZL | CYP | GRE | TUR | ARG | FIN    | GER 24 | JPN | GBR | ITA | FRA | ESP | AUS | NC   | 0      |
| 2005 | Škoda Motorsport | Škoda Fabia WRC           | MON | SWE 10  | MEX | NZL | ITA | CYP | TUR | GRE | ARG    | FIN    | GER | GBR | JPN | FRA | ESP | AUS | NC   | 0      |
| 2006 | Škoda Motorsport | Škoda Fabia WRC           | MON | SWE Ret | MEX | ESP | FRA | ARG | ITA | GRE | GER 11 | FIN    | JPN | CYP | TUR | AUS | NZL | GBR | NC   | 0      |
| 2021 | EKS JC Team      | Škoda Fabia Rally2 Evo    | MON | ART 19  | CRO | POR | ITA | SAF | EST | FIN | BEL    | CHL    | ESP | JPN |     |     |     |     | NC   | 0      |

#### WRC-3
| Año  | Equipo      | Automóvil              | 1   | 2     | 3   | 4   | 5   | 6   | 7   | 8   | 9   | 10  | 11  | 12  | Pos. | Puntos |
| ---- | ----------- | ---------------------- | --- | ----- | --- | --- | --- | --- | --- | --- | --- | --- | --- | --- | ---- | ------ |
| 2021 | EKS JC Team | Škoda Fabia Rally2 Evo | MON | ART 5 | CRO | POR | ITA | SAF | EST | FIN | BEL | CHL | ESP | JPN | 9.º  | 12     |

### Campeonato Mundial de Rallycross
| Año  | Equipo         | Automóvil | 1     | 2     | 3      | 4     | 5      | 6     | 7     | 8      | 9     | 10    | 11    | 12    | 13    | Pos. | Puntos |
| ---- | -------------- | --------- | ----- | ----- | ------ | ----- | ------ | ----- | ----- | ------ | ----- | ----- | ----- | ----- | ----- | ---- | ------ |
| 2014 | EKS RX         | Audi S1   | POR   | GBR   | NOR 19 | FIN   | SWE 1  | BEL   | CAN   | FRA    | GER 2 | ITA   | TUR   | ARG   |       | 11.º | 55     |
| 2015 | EKS RX         | Audi S1   | POR 7 | HOC   | BEL 6  | GBR 2 | GER 15 | SWE 1 | CAN 6 | NOR 12 | FRA 5 | BAR 7 | TUR 4 | ITA   | ARG 2 | 6.º  | 201    |
| 2016 | EKS RX         | Audi S1   | POR 7 | HOC 1 | BEL 1  | GBR 1 | NOR 3  | SWE 6 | CAN 8 | FRA 8  | BAR 1 | LAT 2 | GER 5 | ARG 5 |       | 1.º  | 272    |
| 2017 | EKS RX         | Audi S1   | BAR 1 | POR 1 | HOC 1  | BEL 4 | GBR 5  | NOR 4 | SWE   | CAN 7  | FRA 3 | LAT 2 | GER 1 | RSA 3 |       | 2.º  | 255    |
| 2018 | EKS Audi Sport | Audi S1   | BAR 6 | POR 7 | BEL 4  | GBR 4 | NOR 2  | SWE 6 | CAN 4 | FRA 4  | LAT 2 | USA 6 | GER 2 | RSA 2 |       | 2.º  | 248    |
| 2019 | EKS Audi Sport | Audi S1   | UAE   | ESP   | BEL 11 | GBR   | NOR    | SWE   | CAN   | FRA    | LAT   | RSA   |       |       |       | 22.º | 8      |
| 2020 | KYB Team JC    | Audi S1   | SWE 2 | SWE 1 | FIN 7  | FIN 2 | LAT 2  | LAT 1 | ESP 5 | ESP 4  |       |       |       |       |       | 2.º  | 192    |

### Rally Dakar
| Año     | Categoría  | Copiloto       | Vehículo | Posición | Etapas |
| ------- | ---------- | -------------- | -------- | -------- | ------ |
| 2021    | P. Ligeros | Emil Bergkvist | Yamaha   | Ret.     | -      |
| 2022    | Coches     | Emil Bergkvist | Audi     | 9.º      | 1      |
| 2023    | Coches     | Emil Bergkvist | Audi     | 14.º     | 1      |
| 2024    | Coches     | Emil Bergkvist | Audi     | 26.º     | 2      |
| 2025    | Coches     | Emil Bergkvist | Ford     | 3.º      | 1      |
| Fuente: |            |                |          |          |        |

| Predecesor: Petter Solberg  | Campeón Mundial de Rallycross 2016 | Sucesor: Johan Kristoffersson |
| Predecesor: Bernd Schneider | Campeón del DTM 2007               | Sucesor: Timo Scheider        |
| Predecesor: Bernd Schneider | Campeón del DTM 2004               | Sucesor: Gary Paffett         |